# Камењица
Камењица (слч. Kamenica) насељено је мјесто са административним статусом сеоске општине (слч. obec) у округу Сабинов, у Прешовском крају, Словачка Република.

## Становништво
| Година:    | 1994. | 2004.   | 2014.   | 2024.   |
| ---------- | ----- | ------- | ------- | ------- |
| Број људи: | 1815  | 1868    | 1817    | 1791    |
| Разлика:   |       | +2,92 % | -2,73 % | -1,43 % |

| Година:    | 2023. | 2024.  |
| ---------- | ----- | ------ |
| Број људи: | 1800  | 1791   |
| Разлика:   |       | -0,5 % |

Према подацима о броју становника из 2011. године насеље је имало 1.853 становника.